# Збігнєв Дода
Збігнєв Дода (пол. Zbigniew Doda, 22 лютого 1931 Познань – 8 лютого 2013 Познань) – польський шахіст.

## Шахова біографія
У 60–70-ті роки Збігнєв Дода належав до еліти польських шахів. у 23 роки дебютував у фіналі чемпіонату Польщі, однак лише з шостої спроби дістався п'єдесталу, виборовши на першості 1960 у Вроцлаві срібну медаль. Натомість у 1964 та 1967 вигравав чемпіонат. Іще двічі — у 1962 і 1965 — повторив досягнення 1960 року. Загалом же в 1953—1978 змагався у 21 фіналі чемпіонату. Регулярно брав участь у командних та індивідуальних міжнародних турнірах. З семи шахових олімпіад, в яких Дода брав участь, найвдаліша була лейпцизька (1960): 65,4 % на четвертій шахівниці. Менш вдалими були 1962 у Варні та 1966 в Гавані, де він здобув по 60 %. 1964 в Тель-Авіві Збігнєв Дода грав на першій шахівниці та вийшов з командою до фіналу групи A. Загалом же приніс Польщі 52½ пунктів у 92 олімпійських партіях. Учасник успішного для поляків командного чемпіонату Європи в Баті, на якому збірна посіла IV місце.
1962 року, виступивши на олімпіаді у Варні та турнірі в Берліні, Дода виконав норму на титул міжнародного майстра, який ФІДЕ йому підтвердила у 1964 році. У 1968 переміг у групі Б турніру в Вейк-ан-Зеє, наступного ж року за виступами на цьому ж турнірі був близький до виконання норми гросмейстера, взявши участь у змаганні в групі A. Посів VII місце серед таких сильних шахістів, як: Юхим Геллер (переможець турніру), Михайло Ботвинник, Лайош Портіш, Пауль Керес та інші. 1975 зайняв третє місце в Поляниці-Здруї, випередивши, між іншими, Вольфганга Ульманна. Окрім олімпіад Збігнєв Дода представляв Польщу у 27 міжнародних матчах та в близько 50 індивідуальних турнірах.
Улюбленим дебютом Доди був захист Беноні, в якому пан Збігнєв перемагав, серед інших, гросмейстера Светозара Глігорича.
Найвищий рейтинг у кар'єрі Доди зафіксований 1 липня 1971: зі 2430 пунктами він ділив 2-3 місце (за Влодзімєжем Шмідтом і поруч із Єжи Леві) серед шахістів Польщі.